# Stéphane Blancafort
Stéphane Blancafort (nascut el 6 de maig de 1970) és un actor i director teatral francès.
Gràcies als seus pares mestres va descobrir el teatre a través de la seva mare i l'esport a través del seu pare. Esportista d'alt nivell, finalment es va dedicar al teatre i es va incorporar el 1991 al Conservatori de Montpeller, després al de Bordeus.
El 1996 va crear la Compagnie Le Théâtre du Gaucher, a Pau i va posar en escena nombroses obres de Beaumarchais, Yasmina Reza, Marcel Pagnol, etc. També ha desenvolupat una carrera a la televisió, sobretot en diverses sèries com Plus belle la vie, Une femme d'honneur, Mafiosa i Cassandre i al cinema filmant amb Gilles Lellouche i Vincent Lindon a Mea Culpa de Fred Cavayé i a Vilaine amb Marilou Berry. El 2014 va obtenir el paper recurrent del comandant de la BRI David Canovas a la sèrie Candice Renoir al costat de Cécile Bois a France 2 i des del 2016 el paper del capità Paul Marchal a la sèrie Tandem al costat d'Astrid Veillon a France 3, sèries ambdues seguides per més de 5 milions d'espectadors.